# 富士見町教会

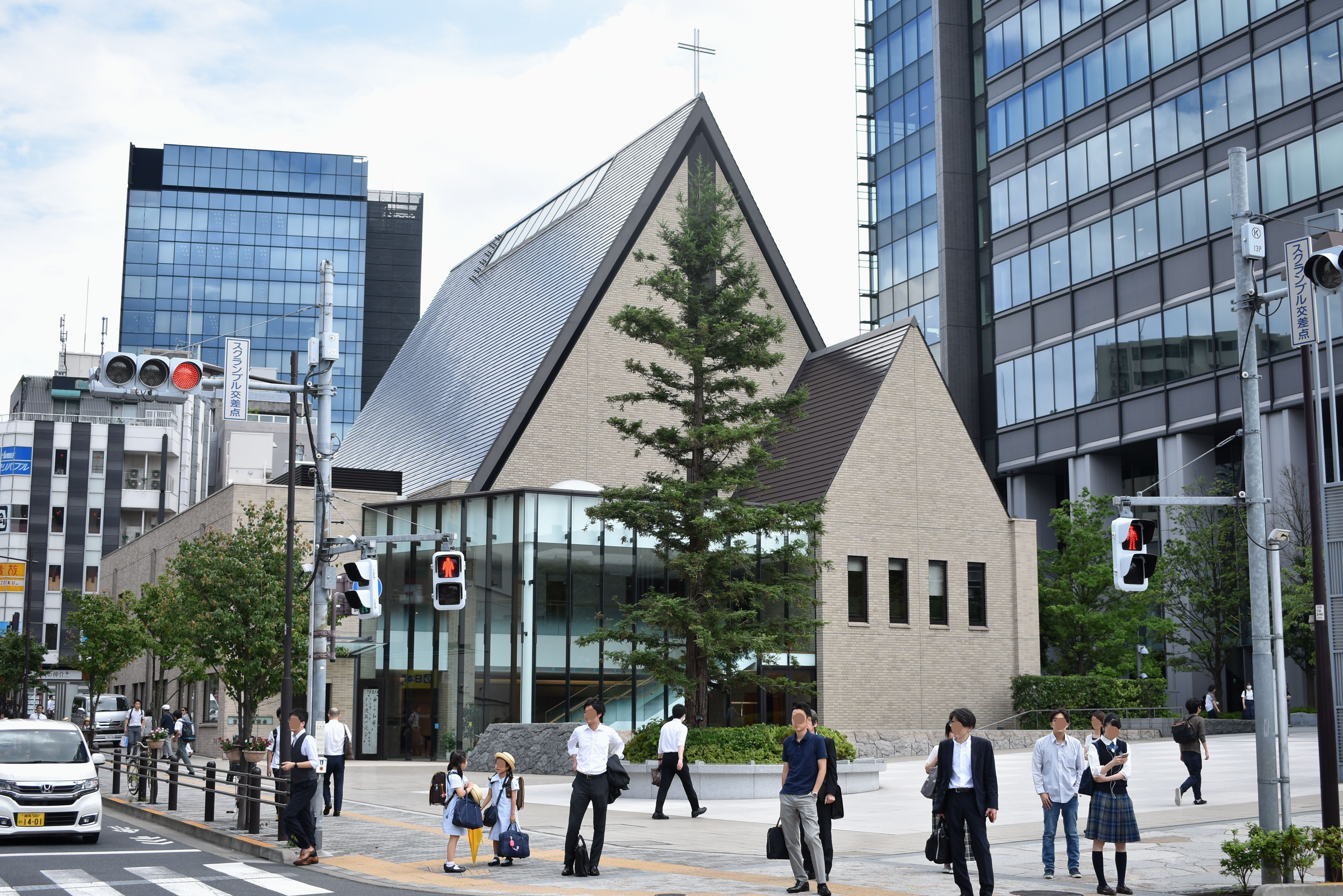
富士見町教会（2019年7月19日撮影）

富士見町教会（ふじみちょうきょうかい）は、東京都千代田区富士見二丁目にあるキリスト教（プロテスタント）の教会。日本基督教団に所属している。植村正久によって設立されたプロテスタント教会を代表する教会である。

## 歴史
植村正久が東京一致神学校を卒業すると、開拓伝道を始めた。1887年3月に麹町区三番町に日本基督一致教会番町教会を設立した。同年末には麹町区一番町48番地に教会堂を建て移転し、1890年に教団名が日本基督一致教会から日本基督教会に名称が変更されるとともに、同年、当教会も一番町教会に改称した。
1906年には富士見町6丁目3番地に建設した新会堂に移り、富士見町教会と改称する。大正期には植村正久の存在と共に日本基督教会の中核的な存在になる。
1923年関東大震災で教会堂は全焼したため、新しい土地の払下げを受け、1929年7月15日に新会堂を建設する。その後1985年に建て替えられ、市街地再開発に伴い（飯田橋グラン・ブルーム）2013年8月に再度建て替えを行った。これが現在の会堂である。現在は、千代田区富士見二丁目10-1に位置する。
1941年6月24日、25日に富士見町教会で日本基督教団の創立総会が行われた。

## 歴代牧師
- 初代:植村正久（1887年 - 1925年）
- 第2代:南廉平（1925年 - 1926年）
- 第3代:三吉務（1927年 - 1948年）[4]
- 第4代:島村亀鶴（1950年 - 1979年）
- 第5代:川染三郎
- 第6代:松永希久夫
- 第7代:倉橋康夫
- 第8代:藤盛勇紀（2014年 - 現在）

## 主な教会員
- 中島信行（初代衆議院議長）
- 島田三郎（衆議院議員）
- 木村熊二（明治女学校創設者）
- 岩本善治
- 鵜澤總明（明治大学総長）
- 鵜澤昌和（青山学院大学学長）
- 矢野貫城（明治学院院長）
- 山室機恵子（救世軍士官、山室軍平の妻）
- 片山哲（内閣総理大臣）
- 松岡駒吉（衆議院議長）
- 日匹信亮（陸軍少将）
- 棟居喜九馬（逓信省参事官）
- 小野徳三郎（海軍中将、青山学院第8代院長）
- 堀内敬三（音楽評論家）
- 山本忠興（科学者、早稲田大学教授）
- 井深大（実業家）[5]

## 所在地
- 東京都千代田区富士見2-10-1

## 交通アクセス
- JR飯田橋駅西口の近く